# Кевін Вілсон
Кевін Вілсон (англ. Kevin Wilson, нар. 18 квітня 1961, Банбері) — північноірландський футболіст, що грав на позиції нападника, зокрема за лондонський «Челсі», а також за національну збірну Північної Ірландії. По завершенні ігрової кар'єри — тренер.

## Клубна кар'єра
У дорослому футболі дебютував 1978 року виступами за «Банбері Юнайтед» з рідного міста. Наступного року перейшов до «Дербі Каунті», у складі якого в сезоні 1979/80 дебютував у найвишому англійському дивізіоні. Того сезону команда не втрималася в еліті, і наступні чотири роки Вілсон захищав її кольори на рівні другого дивізіону, ставши гравцем основного складу.
Сезон 1984/85 «Дербі Каунті» розпочав вже у третьому дивізіоні, але по його ходу змінив клубну прописку і приєднався до «Іпсвіч Тауна», одного з аутсайдерів найвищого англійського дивізіону. Відіграв на цьому рівні наступні півтора сезони, демонструючи, як і в попередніх командах, пристойну але посередню результатативність. А ось сезон 1986/87 команда з Іпсвіча проводила вже у другому дивізіоні, де Вілсон проявив бомбардирський хист, відзначившись 20-ма голами у 42 іграх.
Влітку 1987 року забивний нападник перейшов до вищолігового лондонського «Челсі». Відіграв за лондонський клуб наступні чотири з половиною сезони, у тому числі один також у другому за силою дивізіоні. Більшість часу, проведеного у складі «Челсі», був основним гравцем атакувальної ланки команди, утім значною результативністю вже не відзначався.
По ходу сезону 1991/92 перейшов до «Ноттс Каунті», якому не допоміг втриматися у найвищому дивізіоні, а згодом півтора сезони провів на рівні другої ліги.
Частину 1994 року провів у третьоліговому «Бредфорд Сіті», після чого на тому ж рівні грав за «Волсолл» та «Нортгемптон Таун», виступами за останній завершував ігрову кар'єру протягом 1997—2001 років.

## Виступи за збірну
1987 року скористався правом на рівні збірних захищати кольори Північної Ірландії і дебютував в офіційних матчах у складі національної збірної Північної Ірландії.
Загалом протягом кар'єри в національній команді, яка тривала 9 років, провів у її формі 42 матчі, забивши 6 голів.

## Кар'єра тренера
Перший досвід тренерської роботи отримав у 1999–2001 роках як граючий тренер команди «Нортгемптон Таун» з третього англійського дивізіону.
У подальшому зосередився на тренерській роботі, утім значних досягнень не мав, працюючи протягом 2000-х та першої половини 2010-х років з низкою представників нижчих дивізіонів англійського футболу.